# نيس
نِيقَة أو نيس (بالفرنسية: Nice) هي مدينة ومقر محافظة إقليم الألب البحرية في فرنسا. تمتد كتلة تجمع نيس إلى ما هو أبعد من حدود المدينة الإدارية، ويبلغ عدد سكانها نحو مليون نسمة على مساحة 744 كيلومترًا مربعًا (287 ميلًا مربعًا). تقع نيس على الريفييرا الفرنسية، الساحل الجنوبي الشرقي لفرنسا على البحر الأبيض المتوسط، عند سفح جبال الألب الفرنسية. وتعتبر نيس ثاني أكبر مدينة فرنسية على ساحل البحر الأبيض المتوسط وثاني أكبر مدينة في منطقة إقليم ألب-كوت دازور بعد مرسيليا. تقع نيس على بُعد حوالي 13 كيلومترًا (8 أميال) من إمارة موناكو و30 كيلومترًا (19 ميلًا) من الحدود الفرنسية-الإيطالية. ويعد مطار نيس بوابة للمنطقة.
تُلقب المدينة بـ «نيس الجميلة»، وهو أيضًا عنوان النشيد غير الرسمي لنيس الذي كتبه مينكا روندلي في عام 1912. تضم منطقة نيس اليوم موقع «تيرا أماتا» الأثري الذي يحتوي على أدلة على استخدام مبكر جدًا للنار قبل 380 ألف سنة. حوالي عام 350 قبل الميلاد، أسس الإغريق من مرسيليا مستوطنة دائمة وسموها Νίκαια، أي نيكايا، تيمنًا بالإلهة نيكه، إلهة النصر. على مر العصور، تغيرت ملكية المدينة عدة مرات. وقد ساهم موقعها الاستراتيجي وميناؤها بشكل كبير في قوتها البحرية. منذ عام 1388 كانت نيس تحت حكم سافوي، ثم أصبحت جزءًا من الجمهورية الفرنسية الأولى بين عامي 1792 و1815، عندما أعيدت إلى مملكة بيدمونت-سردينيا، التي كانت سلفًا قانونيًا لمملكة إيطاليا، حتى إعادة ضمها إلى فرنسا في عام 1860.
لفت المناخ المتوسطي المعتدل والبيئة الطبيعية لمنطقة نيس انتباه الطبقات العليا الإنجليزية في النصف الثاني من القرن الثامن عشر، حيث بدأت أعداد متزايدة من العائلات الأرستقراطية في قضاء شتائها هناك. في عام 1931، وبعد تجديده، افتتح الأمير آرثر، دوق كانوت، «برومناد ديزونغليه» (Promenade des Anglais) أو «ممشى الإنجليز»، ويعود اسمه إلى زوار المنتجع الإنجليز. بما في ذلك الملكة فيكتوريا وابنها إدوارد السابع، الذين قضوا شتاءهم هناك، وكذلك هنري كافنديش، المولود في نيس، الذي اكتشف الهيدروجين.
كان الهواء النقي والضوء الهادئ المريح في نيس جاذبًا للعديد من الرسامين البارزين، مثل مارك شاغال وهنري ماتيس ونيكي دو سانت فال وأرمان. وتُخلد أعمالهم في العديد من متاحف المدينة، بما في ذلك متحف مارك شاغال، ومتحف ماتيس، ومتحف الفنون الجميلة. جذب المدينة أيضًا وألهمها العديد من الكتاب العالميين. كتب فرانك هاريس العديد من الكتب، بما في ذلك سيرته الذاتية «حياتي وحبياتي» في نيس. أمضى الفيلسوف الألماني فريدريك نيتشه ستة شتاءات متتالية في نيس، وكتب هناك كتابه «هكذا تكلم زرادشت». بالإضافة إلى ذلك، أكمل الكاتب الروسي أنطون تشيخوف مسرحيته «الأخوات الثلاث» أثناء إقامته في نيس.
امتدت جاذبية نيس إلى الطبقات العليا الروسية أيضًا. توفي الأمير نيكولاس ألكساندروفيتش، وريث العرش الروسي الإمبراطوري، في نيس وكان راعيًا لمقبرة الأرثوذكس الروس في نيس حيث دُفنت الأميرة كاثرين دولغوروكوفا، الزوجة المورغانية للقيصر ألكسندر الثاني من روسيا. دُفن هناك أيضًا الجنرال دميتري شيرباتشيف والجنرال نيكولاي يودينيش، قادة الحركة البيضاء المناهضة للشيوعية.
من بين المدفونين في مقبرة شاتو في نيس، هناك صائغ المجوهرات الشهير ألفريد فان كليف، وإميل يلينيك-مرسيدس مؤسس شركة سيارات مرسيدس، والمخرج السينمائي لويس فوياد، والشاعرة أغاث-صوفي ساسيرنو، والراقصة كارولينا أوتيرو، ومبتكر قصص أستريكس المصورة رينيه غوسيني، ومؤلف رواية «شبح الأوبرا» غاستون ليرو، ورئيس الوزراء الفرنسي ليون غامبيتا، وأول رئيس لمحكمة العدل الدولية خوسيه غوستافو غيريرو.
بسبب أهميتها التاريخية كمدينة منتجع شتوي للأرستقراطية الأوروبية والمزيج المتنوع الناتج من الثقافات الموجودة في المدينة، أعلنت اليونسكو نيس موقع تراث عالمي في عام 2021. تمتلك المدينة ثاني أكبر طاقة استيعابية للفنادق في البلاد، وهي ثاني أكثر مدينة رئيسية جذبًا للسياح في فرنسا الكبرى، حيث تستقبل أربعة ملايين سائح كل عام. يوجد فيها أيضًا ثالث أكثر المطارات ازدحامًا في فرنسا، بعد المطارين الرئيسيين في باريس. تعد نيس العاصمة التاريخية لمقاطعة نيس.

## التاريخ

### التأسيس
تعود أولى مستوطنات أسلاف الإنسان المعروفة في منطقة نيس إلى حوالي 400 ألف عام (الهومو إريكتوس)؛ ويظهر موقع تيرا أماتا الأثري أحد أقدم استخدامات النار وبناء المنازل، بالإضافة إلى اكتشافات الصوان التي يعود تاريخها إلى حوالي 230 ألف عام. تأسست نيس على الأغلب في حوالي عام 350 قبل الميلاد على يد مستعمرين من مدينة فوكايه اليونانية في غرب الأناضول. وقد أُعطيت المدينة اسم «نيكايا» تكريمًا لانتصار على الليغوريين المجاورين (شعوب من شمال غرب إيطاليا، ربما مملكة فيديانتي). كانت نايكي هي الإلهة اليونانية للنصر. سرعان ما أصبحت المدينة واحدة من أنشط الموانئ التجارية على الساحل الليغوري؛ لكنها كانت تواجه منافسًا مهمًا في المدينة الرومانية سيمينلوم، التي استمرت كمدينة منفصلة حتى زمن الغزوات اللومباردية. تقع أنقاض سيمينلوم في سيميز، وهي الآن منطقة في نيس.

### بداية تطورها
في القرن السابع، انضمت نيس إلى الرابطة الجينوية التي شكلتها مدن ليغوريا. في عام 729 صدت المدينة هجومًا من الساراكينوس؛ لكن في عام 859 ومرة أخرى في عام 880، نهبها الساراكينوس وأحرقوها، وظلوا سادة البلاد المحيطة لمعظم القرن العاشر.
خلال العصور الوسطى، شاركت نيس في حروب وتاريخ إيطاليا. بصفتها حليفًا لبيزا، كانت عدوًا لجنوة، وحاول كل من ملك فرنسا والإمبراطور الروماني المقدس إخضاعها؛ لكن على الرغم من ذلك، حافظت على حرياتها المحلية. خلال القرنين الثالث عشر والرابع عشر، سقطت المدينة أكثر من مرة في أيدي كونتات بروفانس، لكنها استعادت استقلالها رغم ارتباطها بجنوة.
كانت أسوار المدينة في العصور الوسطى تحيط بالمدينة القديمة. وكان الجانب البري محميًا بنهر بايون، الذي تم تغطيته لاحقًا وأصبح الآن طريق الترام المؤدي إلى الأكروبوليس. كان الجانب الشرقي من المدينة محميًا بتحصينات في كاسل هيل. وكان هناك نهر آخر يتدفق إلى الميناء على الجانب الشرقي من كاسل هيل. وتشير النقوش إلى أن منطقة الميناء كانت أيضًا محمية بجدران. تحت متجر مونوبري في ساحة غاريبالدي، توجد بقايا محفورة لبوابة مدينة محمية جيدًا على الطريق الرئيسي من تورينو.

## المناخ
يظهر الجدول التالي التغييرات المناخية على مدار السنة لنيس:
| البيانات المناخية لـنيس                  | البيانات المناخية لـنيس | البيانات المناخية لـنيس | البيانات المناخية لـنيس | البيانات المناخية لـنيس | البيانات المناخية لـنيس | البيانات المناخية لـنيس | البيانات المناخية لـنيس | البيانات المناخية لـنيس | البيانات المناخية لـنيس | البيانات المناخية لـنيس | البيانات المناخية لـنيس | البيانات المناخية لـنيس | البيانات المناخية لـنيس |
| الشهر                                    | يناير                   | فبراير                  | مارس                    | أبريل                   | مايو                    | يونيو                   | يوليو                   | أغسطس                   | سبتمبر                  | أكتوبر                  | نوفمبر                  | ديسمبر                  | المعدل السنوي           |
| ---------------------------------------- | ----------------------- | ----------------------- | ----------------------- | ----------------------- | ----------------------- | ----------------------- | ----------------------- | ----------------------- | ----------------------- | ----------------------- | ----------------------- | ----------------------- | ----------------------- |
| الدرجة القصوى °م (°ف)                    | 22.5 (72.5)             | 25.8 (78.4)             | 26.1 (79.0)             | 26.0 (78.8)             | 30.3 (86.5)             | 36.8 (98.2)             | 37.0 (98.6)             | 37.7 (99.9)             | 33.9 (93.0)             | 29.9 (85.8)             | 25.4 (77.7)             | 22.0 (71.6)             | 37.7 (99.9)             |
| متوسط درجة الحرارة الكبرى °م (°ف)        | 13.1 (55.6)             | 13.4 (56.1)             | 15.2 (59.4)             | 17.0 (62.6)             | 20.7 (69.3)             | 24.3 (75.7)             | 27.3 (81.1)             | 27.7 (81.9)             | 24.6 (76.3)             | 21.0 (69.8)             | 16.6 (61.9)             | 13.8 (56.8)             | 19.6 (67.3)             |
| المتوسط اليومي °م (°ف)                   | 9.2 (48.6)              | 9.6 (49.3)              | 11.6 (52.9)             | 13.6 (56.5)             | 17.4 (63.3)             | 20.9 (69.6)             | 23.8 (74.8)             | 24.1 (75.4)             | 21.0 (69.8)             | 17.4 (63.3)             | 12.9 (55.2)             | 10.0 (50.0)             | 16.0 (60.8)             |
| متوسط درجة الحرارة الصغرى °م (°ف)        | 5.3 (41.5)              | 5.9 (42.6)              | 7.9 (46.2)              | 10.2 (50.4)             | 14.1 (57.4)             | 17.5 (63.5)             | 20.3 (68.5)             | 20.5 (68.9)             | 17.3 (63.1)             | 13.7 (56.7)             | 9.2 (48.6)              | 6.3 (43.3)              | 12.4 (54.3)             |
| أدنى درجة حرارة °م (°ف)                  | −7.2 (19.0)             | −5.8 (21.6)             | −5.0 (23.0)             | 2.9 (37.2)              | 3.7 (38.7)              | 8.1 (46.6)              | 11.7 (53.1)             | 11.4 (52.5)             | 7.6 (45.7)              | 4.2 (39.6)              | 0.1 (32.2)              | −2.7 (27.1)             | −7.2 (19.0)             |
| الهطول مم (إنش)                          | 69.0 (2.72)             | 44.7 (1.76)             | 38.7 (1.52)             | 69.3 (2.73)             | 44.6 (1.76)             | 34.3 (1.35)             | 12.1 (0.48)             | 17.8 (0.70)             | 73.1 (2.88)             | 132.8 (5.23)            | 103.9 (4.09)            | 92.7 (3.65)             | 733.0 (28.86)           |
| متوسط أيام هطول الأمطار (≥ 1.0 mm)       | 5.8                     | 4.7                     | 4.6                     | 7.1                     | 5.2                     | 3.8                     | 1.8                     | 2.4                     | 4.9                     | 7.2                     | 7.2                     | 6.4                     | 61.2                    |
| متوسط الأيام المثلجة                     | 0.4                     | 0.6                     | 0.1                     | 0.0                     | 0.0                     | 0.0                     | 0.0                     | 0.0                     | 0.0                     | 0.0                     | 0.0                     | 0.1                     | 1.2                     |
| ساعات سطوع الشمس الشهرية                 | 157.7                   | 171.2                   | 217.5                   | 224.0                   | 267.1                   | 306.1                   | 347.5                   | 315.8                   | 242.0                   | 187.0                   | 149.3                   | 139.3                   | 2٬724٫2                 |
| متوسط مؤشر الأشعة فوق البنفسجية          | 1                       | 2                       | 4                       | 5                       | 7                       | 8                       | 8                       | 7                       | 5                       | 3                       | 2                       | 1                       | 4                       |
| المصدر #1: مصلحة الأرصاد الجوية الفرنسية |                         |                         |                         |                         |                         |                         |                         |                         |                         |                         |                         |                         |                         |
| المصدر #2: Weather Atlas                 |                         |                         |                         |                         |                         |                         |                         |                         |                         |                         |                         |                         |                         |

## موكب الزهور

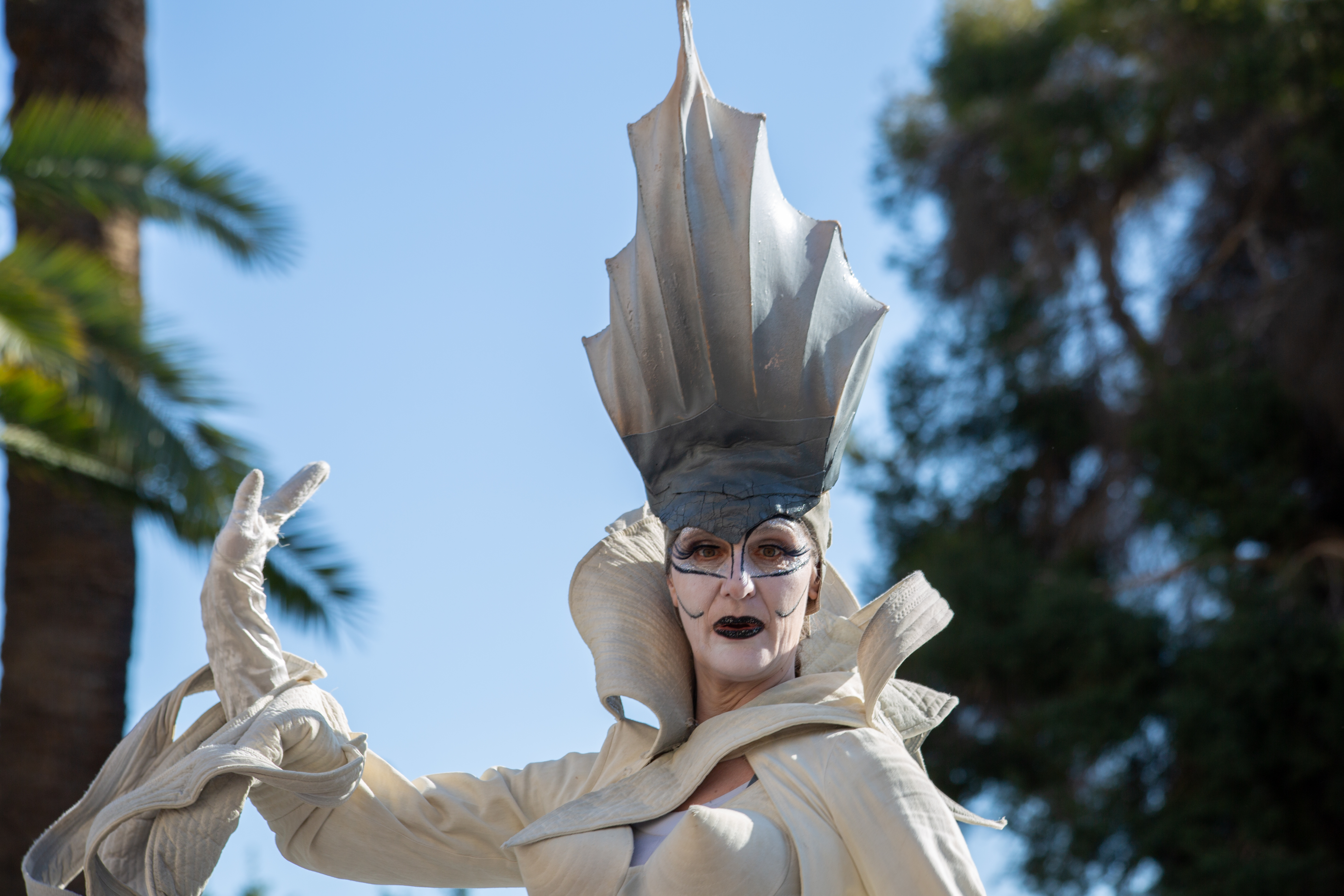
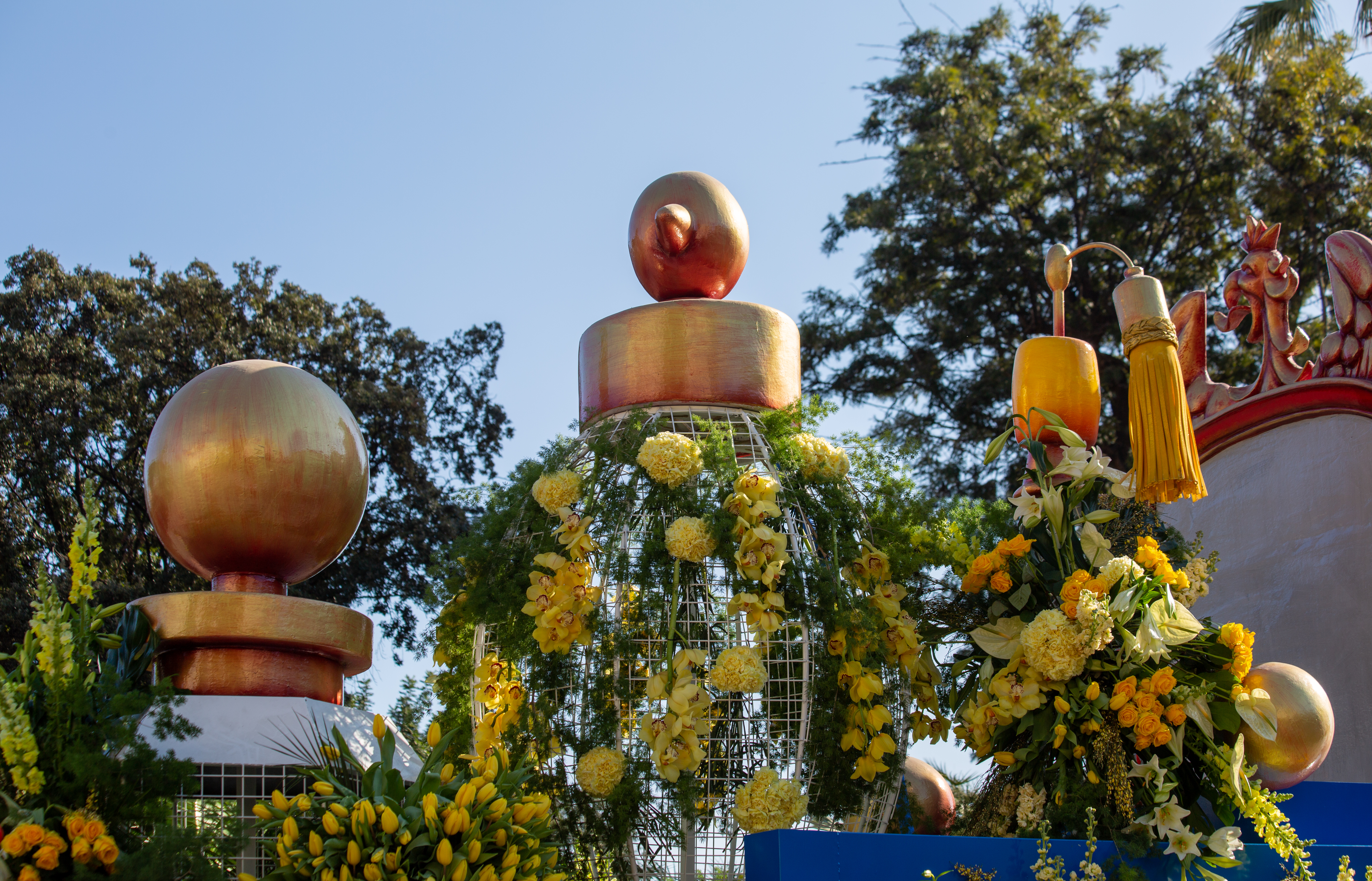
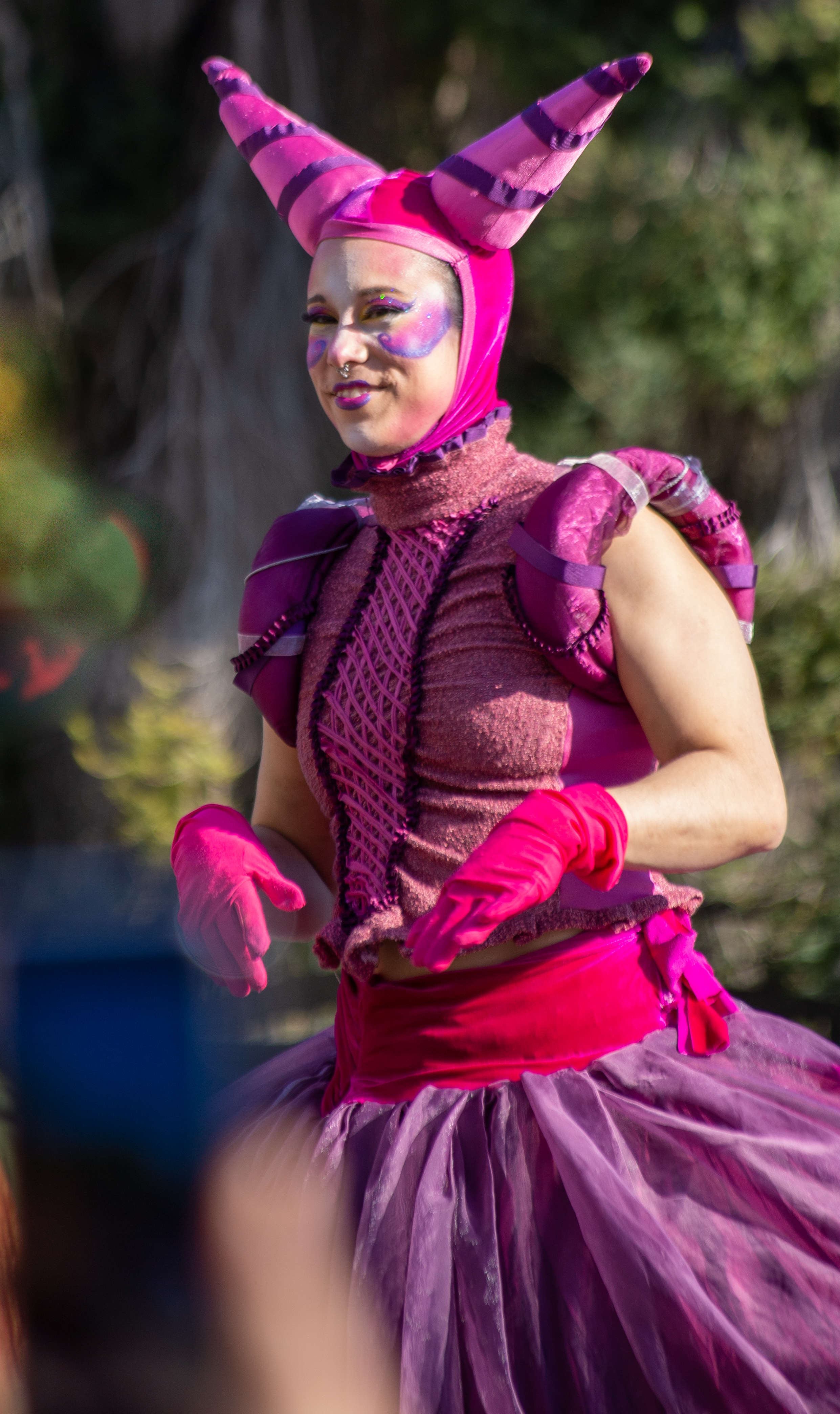
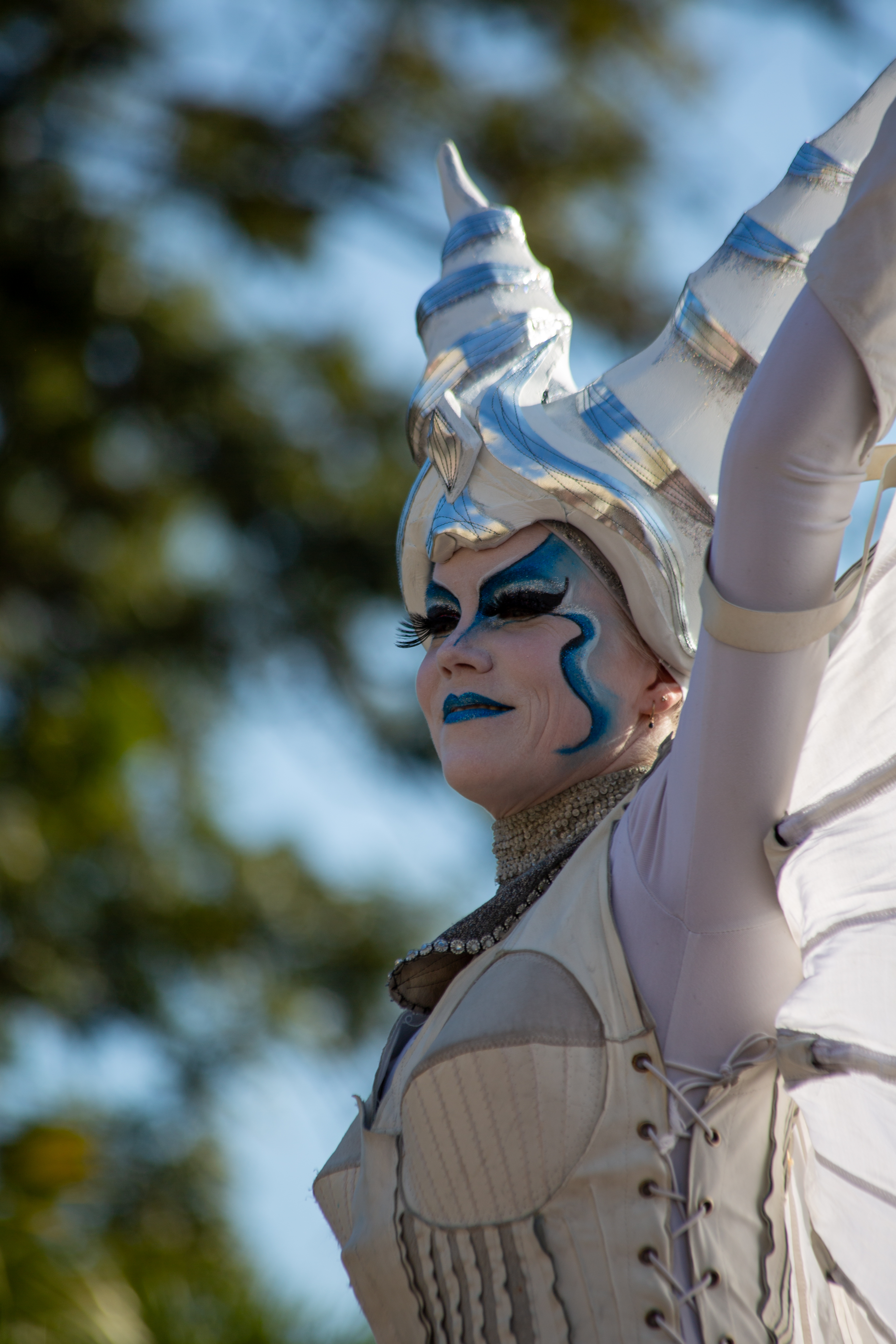
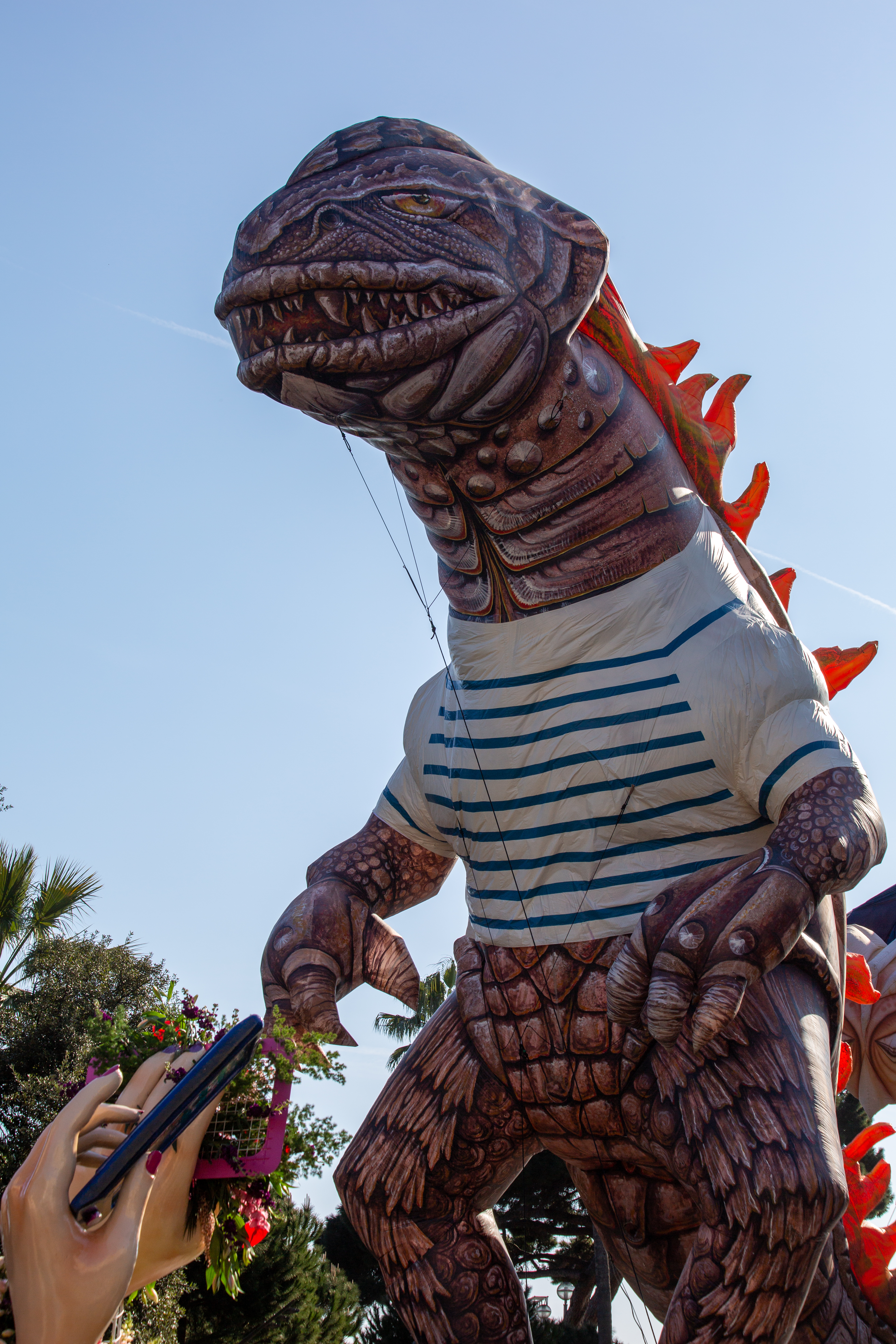
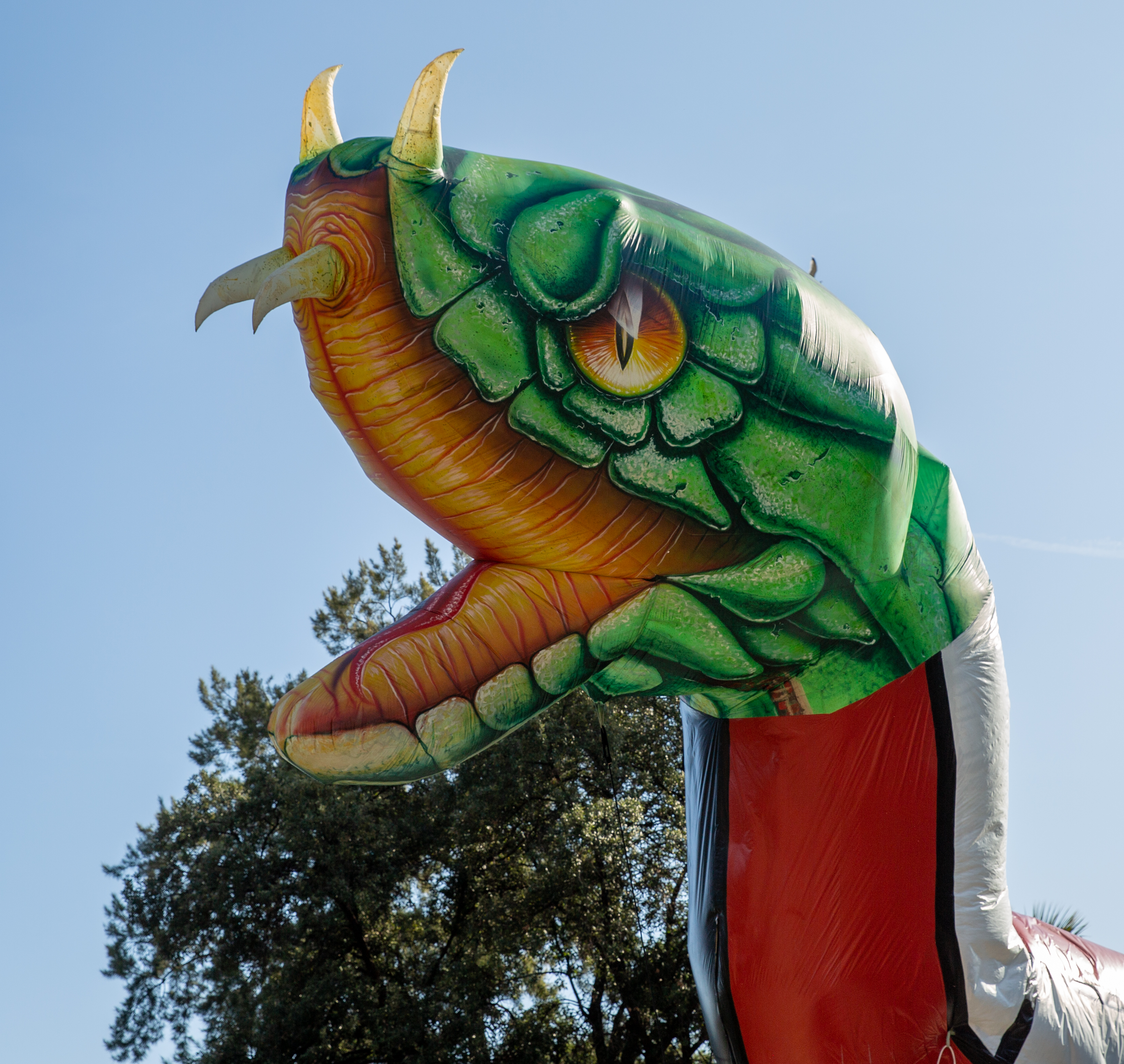
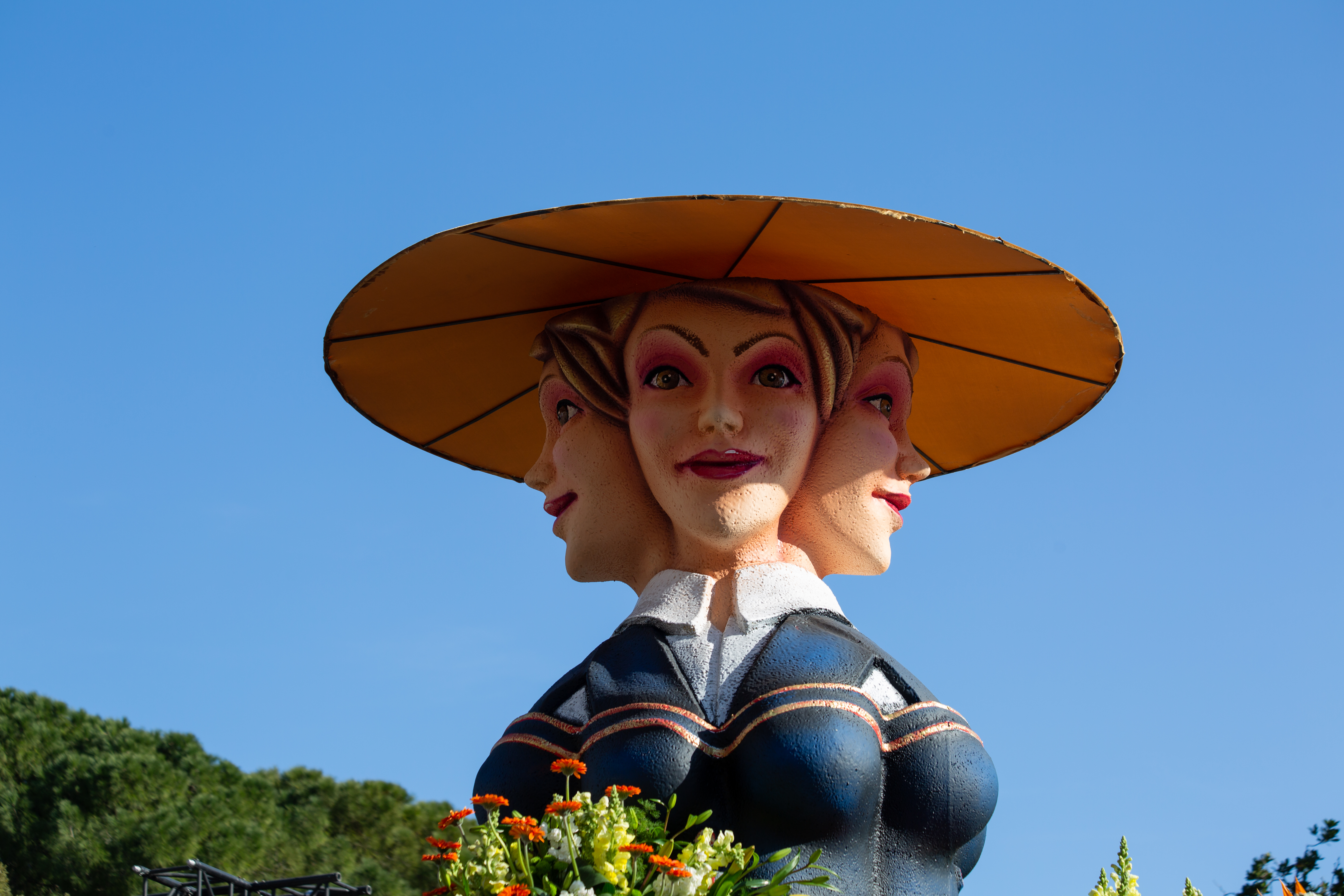
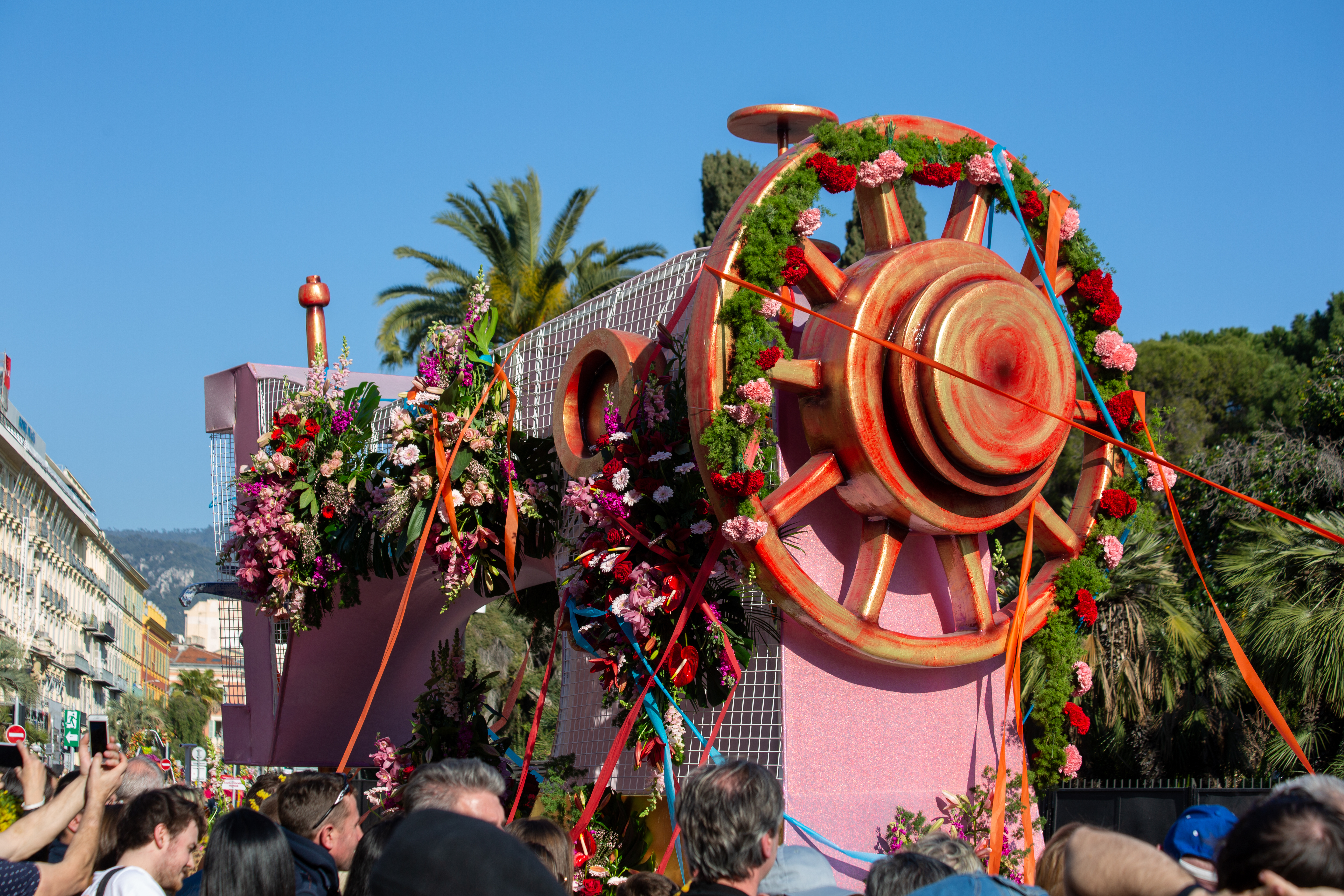
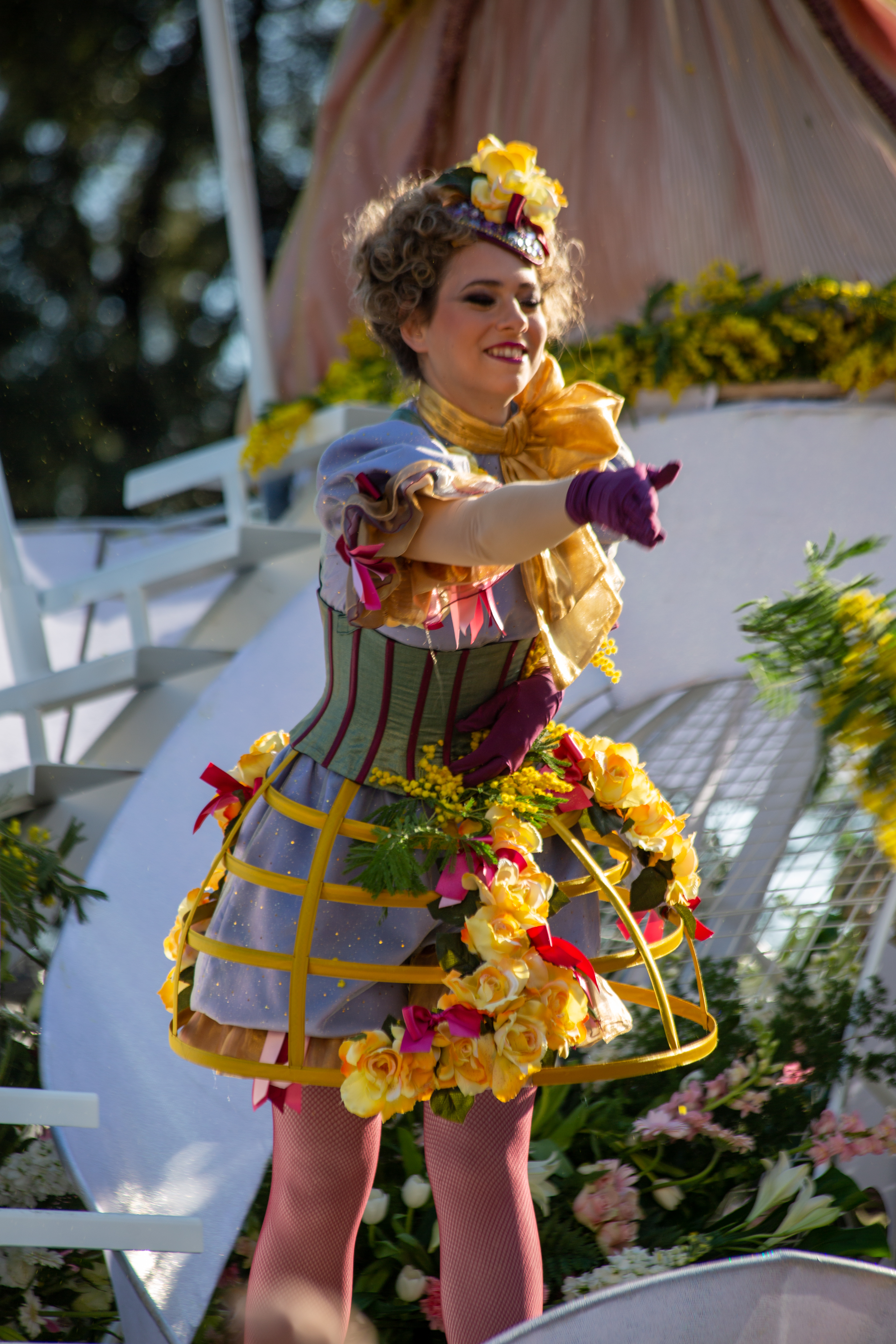

## توأمة
لنيس اتفاقيات توأمة مع كل من:
- سورينتو
- كارتاهينا
- ليبرفيل
- سان دوني
- نتانيا
- نورنبرغ (1954 - )
- بابيتي
- البندقية
- مانيلا
- غدانسك (14 مايو 1999 - )[28]
- هانغتشو
- كيب تاون
- كونيو
- ريو دي جانيرو
- نوميا
- لقنت
- سانتا كروث دي تينيريفه
- سلانيك
- إدنبرة (1958 - )
- يالطا
- لا مادالينا
- سيجد (1969 - )[29]

## معرض الصور

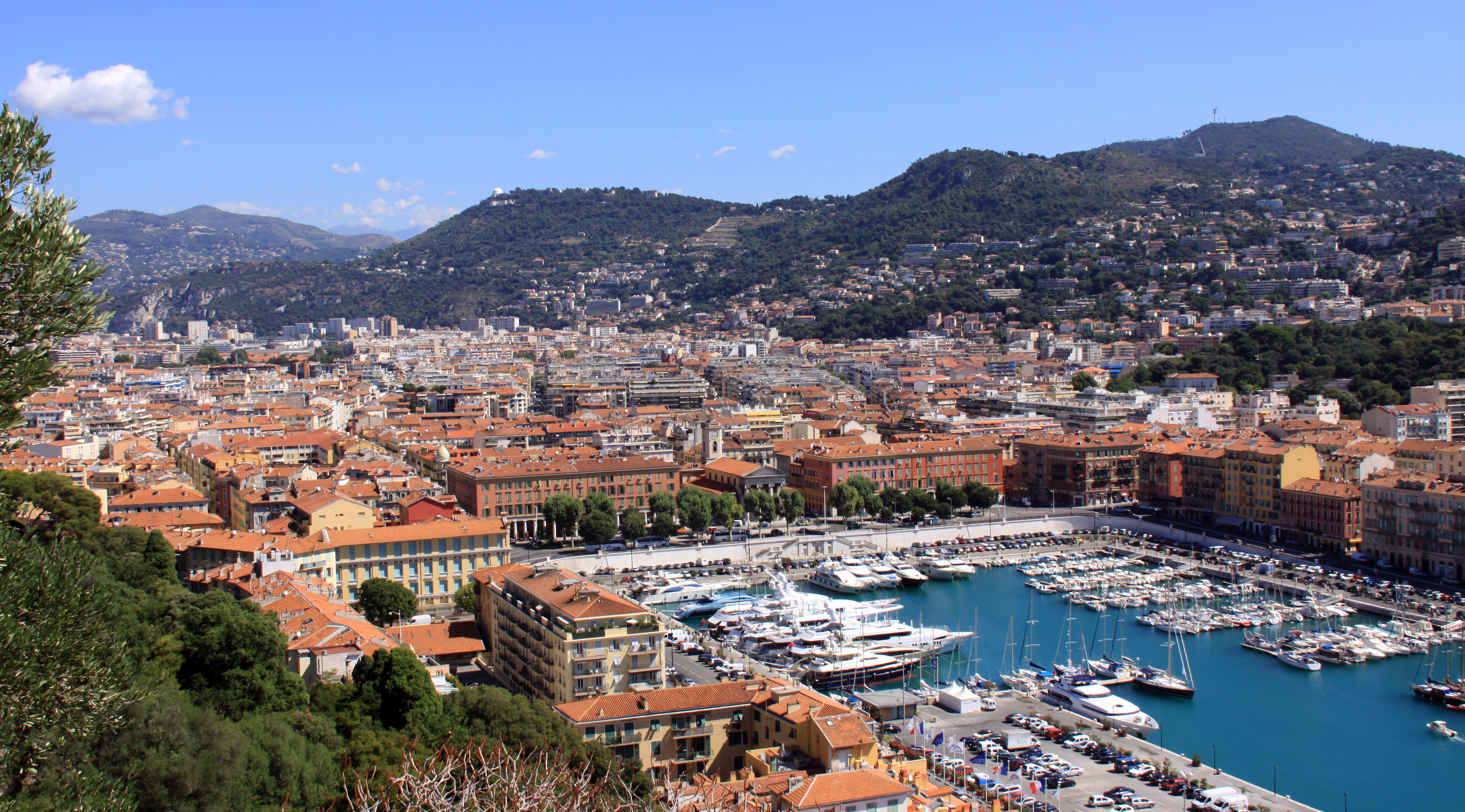
ميناء نيس
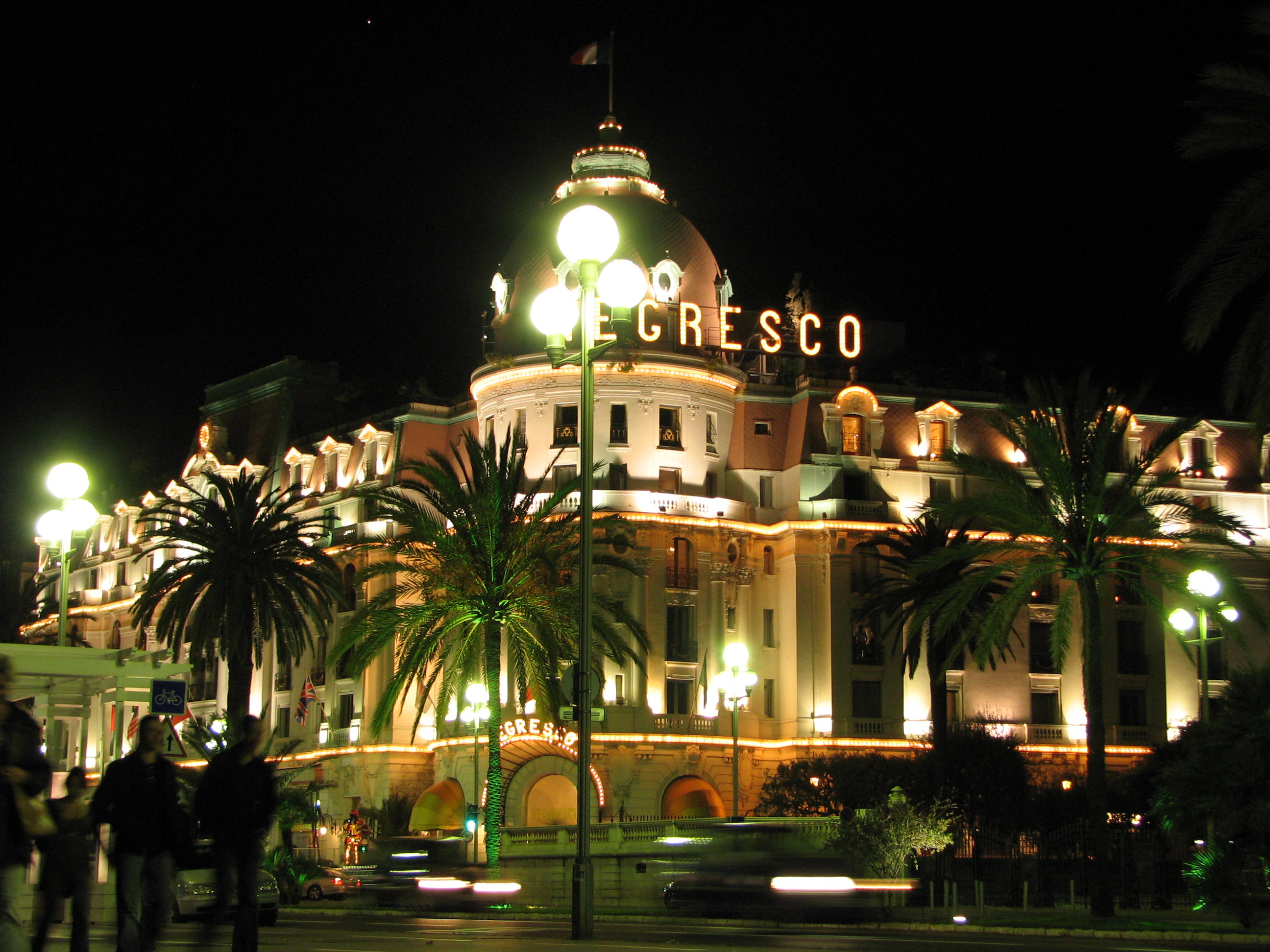
فندق نجرسكو
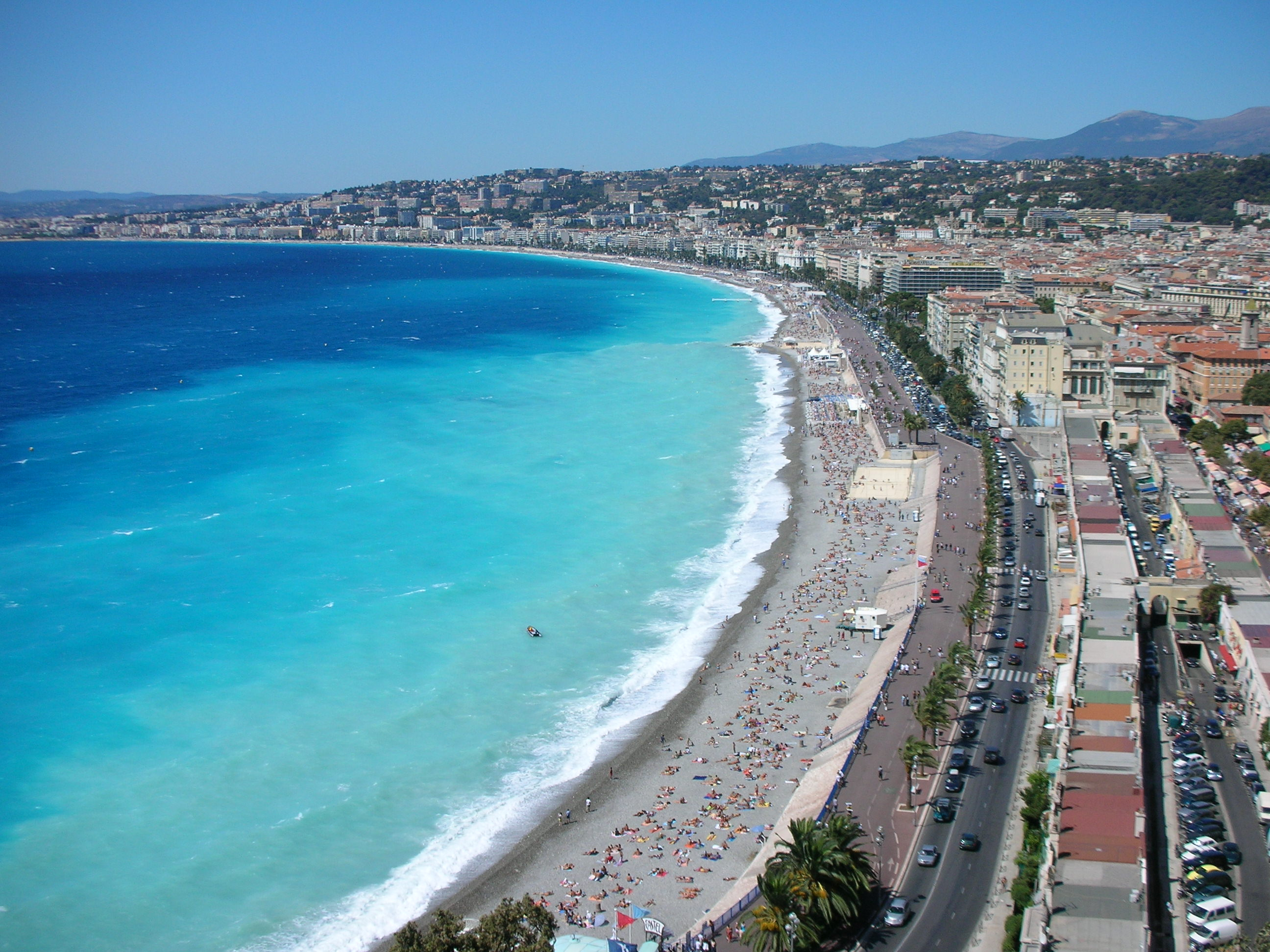
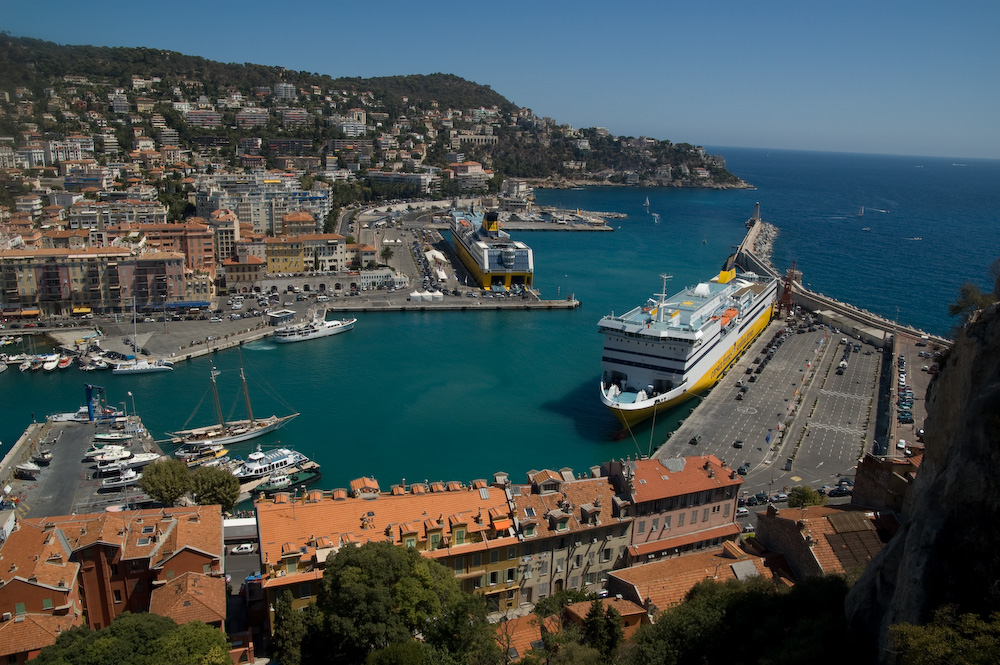
السفينة إلى كورسيكا في الميناء
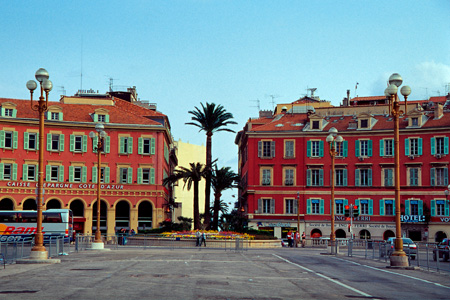
ميدان ماسينا
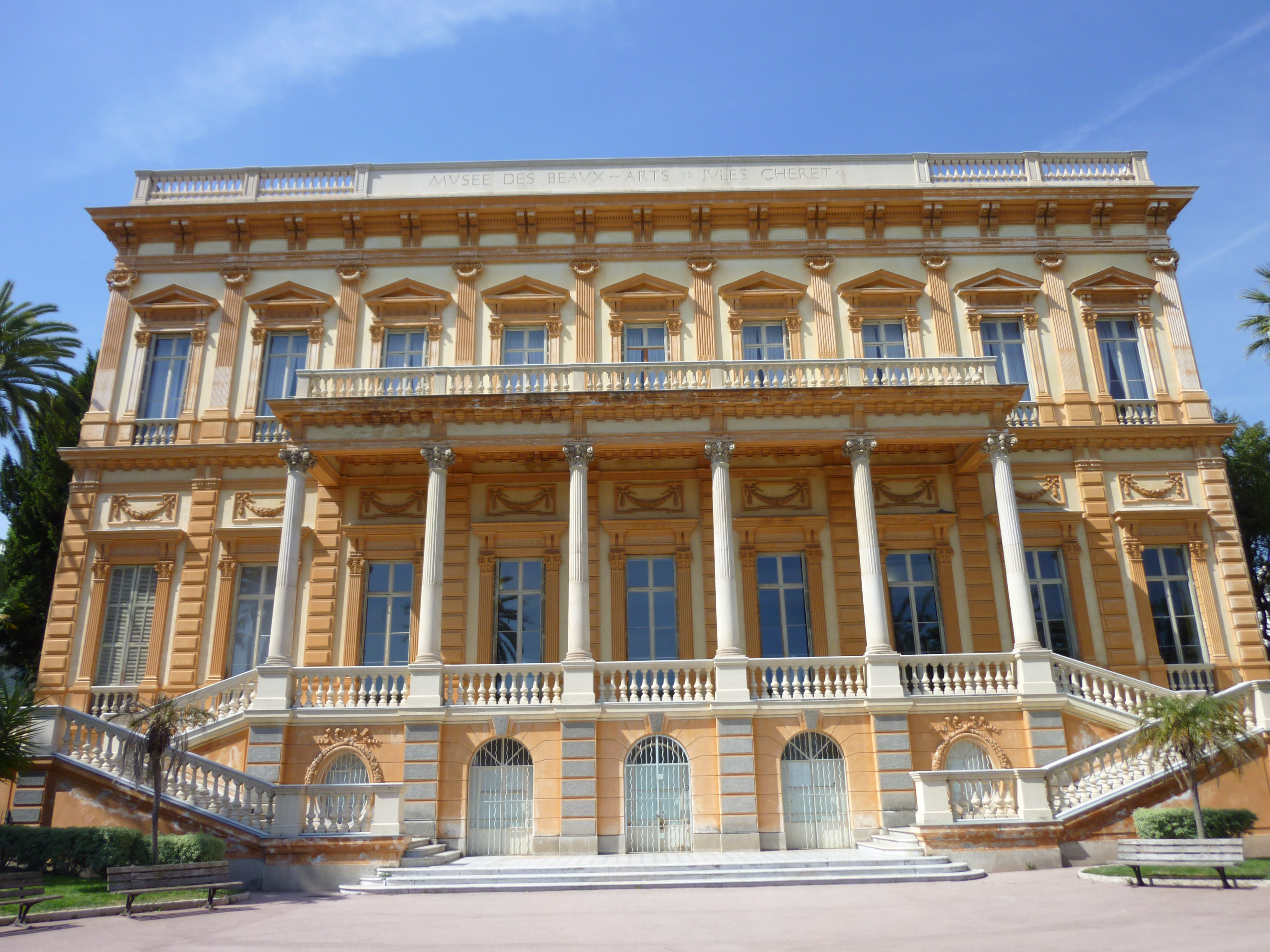
متحف الفنون الجميلة
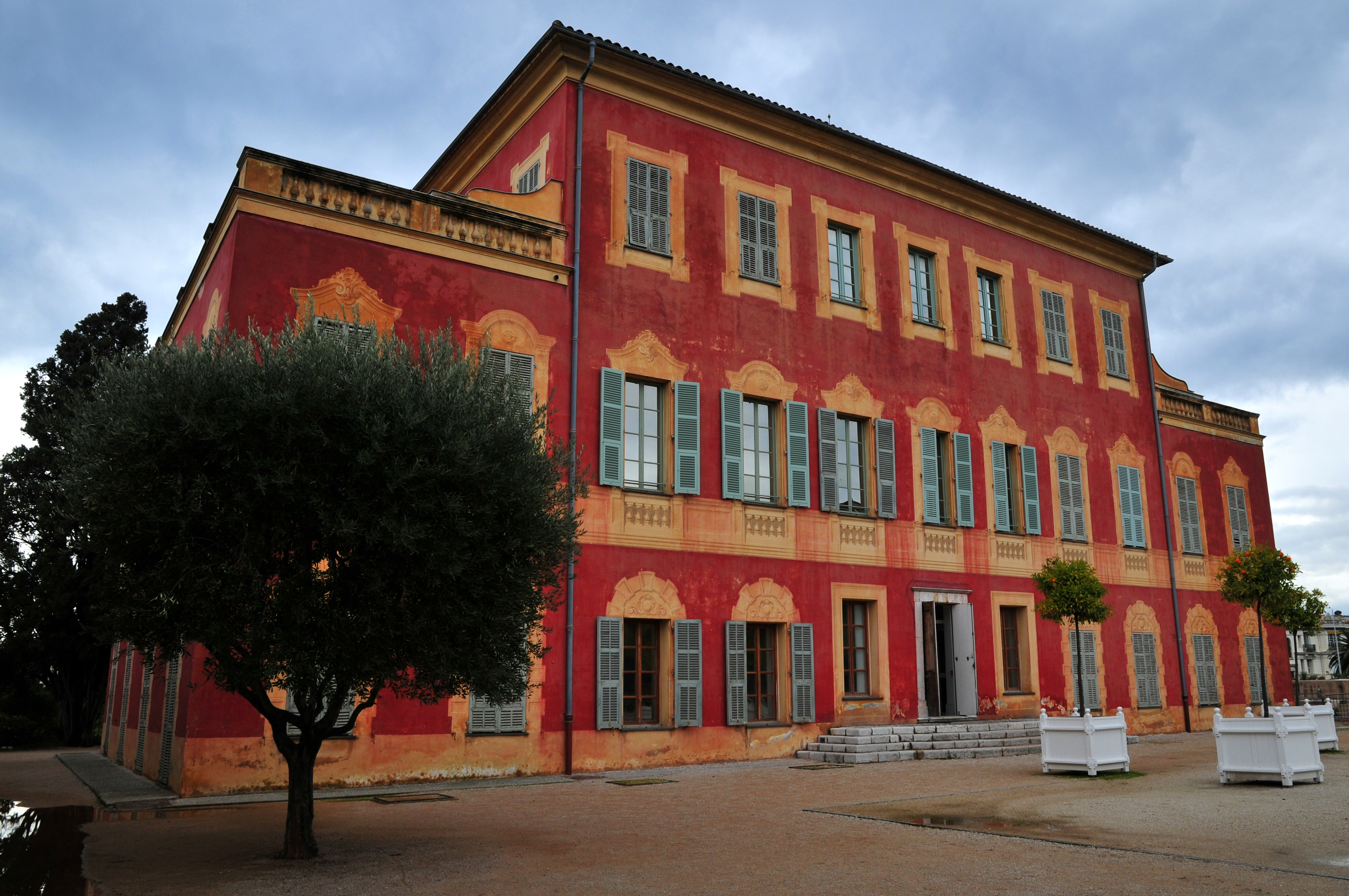
متحف الفنان "ماتيس"

## أعلام
- هنري كافنديش
- موريس ماترلينك
- إميل يلينك
- فهيمة سلطان
- جوزيبي غاريبالدي
- جول بيانكي
- محمد عبد العزيز
- راؤول دوفي
- هنري ماتيس
- باليسترينا
- نيكولو باغانيني
- جان ماري غوستاف لو كليزيو
- إيزادورا دانكن
- سومرست موم
- هوغو لوريس